# ティム・シュープ
ティム・シュープ（Tim Shoup、1995年6月29日 - ）は、アメリカ合衆国ペンシルベニア州ピッツバーグ出身の元プロアイスホッケー選手。ポジションはディフェンス。

## 経歴
過去に母国アメリカ合衆国の他に、イギリスでのプレー経験があり、2021年8月23日にはエリート・アイスホッケー・リーグのグラスゴー・クランと契約している。
2022年7月25日にアジアリーグアイスホッケーの横浜GRITSに入団した。12月25日の白鳥王子アイスアリーナで開催されたレッドイーグルス北海道戦で乱闘によるゲームミスコンダクトペナルティを受け、12月28日に1試合の出場停止処分を受けた。
2023年6月10日に契約期間満了により退団することが決定した。